# Conrad Laursen
Conrad Laursen, född den 11 maj 2006 i Köpenhamn, är en dansk racerförare.

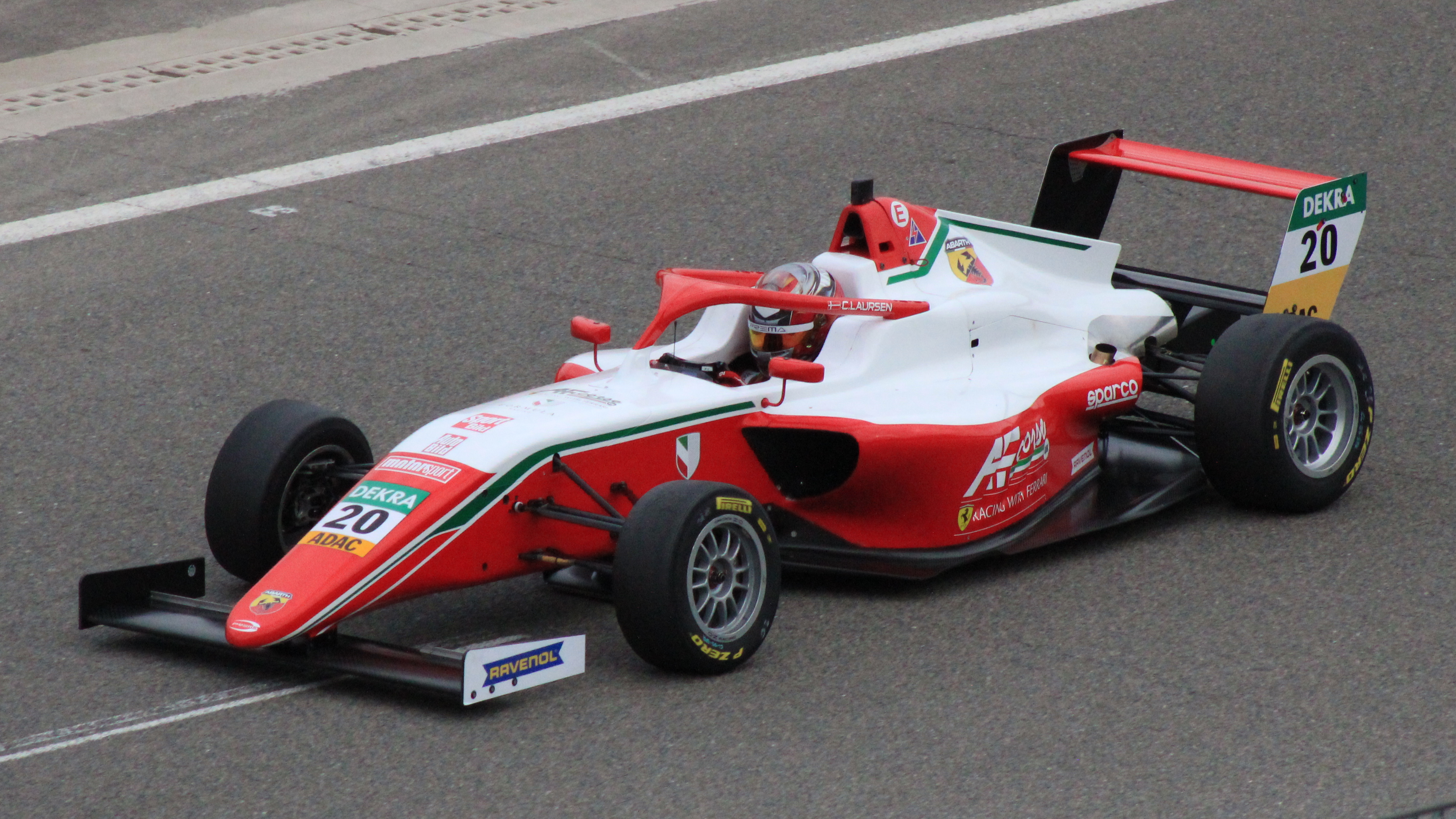
Laursen på Spa.